# Iglesia de Baraleti
La iglesia de Theotokos de Baraleti (en georgiano: ბარალეთის ღვთისმშობლის სახელობის ეკლესია, romanizado: tr) es una iglesia cristiana medieval ubicada en el pueblo de Baraleti, municipio de Akhalkalaki, en la región de Samtsje-Javajeti, Georgia. La iglesia se encuentra en el corazón de la aldea étnicamente armeno-georgiana, en la histórica provincia de Javakheti. Es una basílica de dos naves. Está inscrita en la lista de los monumentos culturales inamovibles de importancia nacional de Georgia.

## Arquitectura
La iglesia de Baraleti fue construida cerca de 1213 como lo sugiere una inscripción de piedra en la fachada oriental, realizada en el alfabeto medieval georgiano asomtavruli, que data la construcción hasta "el momento en que Lasha se sentó [en el trono] como rey", refiriéndose a Jorge IV Lasha, rey de Georgia. Sin embargo, el texto en realidad puede referirse a la reconstrucción ya que un plan de la iglesia es representativo de un período anterior, particularmente, el siglo XI.
La iglesia es una basílica de dos naves construida con bloques de piedra tallada. El techo está cubierto con tejas de piedra. Cada fachada está perforada por una sola ventana. Las paredes contienen aleros de estilo balda. La nave central, norte, termina en un ábside semicircular, rodeado de pilastras y arcos. La nave sur es más baja y más estrecha, con un ábside semicircular más pequeño. Un campanario arbolado fue sobrepuesto en el borde occidental de la iglesia en el siglo XIX. El exterior es pobre en decoración, únicamente con un relieve ahora dañado en el muro sur de la nave central, que representa a Daniel en el foso de los leones y el texto del siglo XIII inscrito en la fachada oriental.

## Cementerio
Existe una gran cantidad de lápidas esparcidas en las cercanías de la iglesia. Un epitafio en una de estas honra al sacerdote georgiano local Petre Khmaladze (1775–1856) y menciona su contribución a la defensa del cristianismo en el área, que había estado bajo dominio otomano, antes de pasar al control del Imperio ruso en 1829. Khmaladze fue canonizado por la Iglesia ortodoxa georgiana en 2015.